# Прощавай, Земле
Прощавай, Земле (кор. 종말의 바보) — південнокорейський науково-фантастичний телесеріал-антиутопія 2024 року, написаний Чон Сон Чжу, знятий режисером Кім Чжин Міном, з Ан Ен Чжин, Ю А Ін, Чон Сун Ву та Кім Юн Хе в головних ролях. За мотивами однойменного роману Котаро Ісаки. Фільм вийшов у світовий прокат на Netflix 26 квітня 2024 року.

## Зміст
Прощавай, Земле, зображує людей, які живуть у хаосі перед прогнозованим апокаліпсисом, за 200 днів до зіткнення Землі та астероїда .

## Акторський склад
- Ан Юн-джін — Джин Се-кюн[3]

Волонтер у мерії міста Унгчхон, яка таємно бореться за захист дітей, що перебувають у небезпеці.
- Ю Аін — Юн Сан Ен[3]

Давній коханий Се-кюнга та науковий співробітник науково-дослідного інституту біотехнології.
- Чон Сон У — Ву Сон Чже[4]

Помічник священика, який піклується про віруючих від імені головного священика, який зник після падіння астероїда.
- Кім Юн Хе в ролі Кан Ін А[5]

Командир роти батальйону бойового забезпечення.
- Кім Кан Хун — Пак Джін Со[6]

## Виробництво
13 січня 2022 року кастинг був підтверджений виробником. У травні 2022 року стало відомо, що зйомки фільму тривають.

## Реліз
Серіал мав вийти на Netflix у четвертому кварталі 2023 року. Однак його відклали, а також відредагували, щоб максимально зменшити кількість появ Ю А Іна в серіалі після його звинувачень у вживанні наркотиків. Серіал вийшов на екрани 26 квітня 2024 року.

## Список використаної літератури
1. 1 2 3 4 5 6 7   축구, 제기랄 저럴 줄 알았어! [Football, Bloody Hell!]. Goodbye Earth. Епізод 1. 26 квітня 2024. Netflix.
2. 1 2  Jung Yoo-jin (20 грудня 2021). 넷플릭스 '종말의 바보', 제작 확정...'인간수업' 감독·'밀회' 작가 [Netflix's 'The Fool of the End' confirmed for production... Director of 'Human Class' and Writer of 'Secret Love'] (кор.). News 1. Архів оригіналу за 3 лютого 2023. Процитовано 13 серпня 2022 — через Naver.
3. 1 2  넷플릭스 새 시리즈 '종말의 바보'에 안은진·유아인 출연 [Ahn Eun-jin and Yoo Ah-in appear in Netflix's new series 'The Fool of the End'] (кор.). Digital Times. 13 січня 2022. Архів оригіналу за 21 березня 2022. Процитовано 13 серпня 2022 — через Naver.
4. ↑  Kim Ye-eun (13 січня 2022). 전성우, 넷플릭스 '종말의 바보' 주연 합류 [공식입장] [Jeon Seong-woo joins Netflix's 'The Fool of the End' as the lead [Official Position]] (кор.). Sports News. Архів оригіналу за 21 березня 2022. Процитовано 13 серпня 2022 — через Naver.
5. ↑  Ahn Byung-gil (14 січня 2022). 김윤혜 '종말의 바보' 주연 합류 [Kim Yun-hye joins the lead role in 'The Fool of the End'] (кор.). Sports Trend. Архів оригіналу за 21 березня 2022. Процитовано 13 серпня 2022 — через Naver.
6. ↑  Park Jin-young (21 листопада 2022). [단독] 김강훈, '종말의 바보' 캐스팅...'재벌집' 이어 '연기천재' 열일 [[Exclusive] Kim Kang-hoon, 'Fool of the End' casting... Following the 'conglomerate family', 'acting genius' ten days]. Joy News (кор.). Архів оригіналу за 27 листопада 2022. Процитовано 27 листопада 2022.